# Martuni (vattendrag)
Martuni (armeniska: Մարտունի) är ett vattendrag i Armenien.   Det ligger i provinsen Gegharkunik, i den centrala delen av landet, 70 kilometer öster om huvudstaden Jerevan.
Runt Martuni är det ganska tätbefolkat, med 72 invånare per kvadratkilometer.